# روستای هلوسرا
هلوسرا، روستایی از توابع بخش رانکوه شهرستان املش در استان گیلان ایران و شامل دو بخش بالا هلوسرا و پایین هلوسرا می‌باشد، شغل اصلی مردم در این روستا کشاورزی (که شامل تولید چای، مرکبات، کیوی، گردو و …) و دامداری می‌باشد ولی محصولات دیگری چون عسل طبیعی و صنایع دستی نیز از تولیدات این روستا به‌شمار می‌آید.

## جمعیت
این روستا در دهستان شبخوس‌لات قرار دارد و براساس سرشماری مرکز آمار ایران در سال ۱۳۸۵، جمعیت آن ۷۰۱ نفر (۱۷۷ خانوار) بوده‌است.